# Джейсон Річардсон (легкоатлет)
Джейсон Річардсон  (англ. Jason Richardson; 4 квітня 1986) — американський легкоатлет, олімпійський медаліст.

## Виступи на Олімпіадах
| Олімпіада   | Дисципліна                    | Місце |
| ----------- | ----------------------------- | ----- |
| Лондон 2012 | біг на 110 метрів з бар'єрами | 2     |

## Зовнішні посилання
- Досьє на sport.references.com [Архівовано 14 грудня 2012 у Wayback Machine.]